# John Lebar
 (novembre 2017).
Si vous disposez d'ouvrages ou d'articles de référence ou si vous connaissez des sites web de qualité traitant du thème abordé ici, merci de compléter l'article en donnant les références utiles à sa vérifiabilité et en les liant à la section « Notes et références ».
John Lebar est un acteur britannique.

## Caractéristiques physiques
Il est d'abord connu pour sa taille de 2,21 m.

## Rôles
Il joue en 2007 le rôle d'un médecin de peste dans le film The Sick House (en).
Il fait une apparition le 5 septembre 2007 dans le breakfast show de Virgin Radio en compagnie de Geoff Lloyd et Annabel Port.
Il joue en 2010 le rôle d'un meurtrier appelé Golem dans la série Sherlock (saison 1, épisode 3).
Il incarne en 2012 l'un des extraterrestres de Space Jockey dans le film de science-fiction Prometheus.